# Cirugía estereotáctica
Cirugía estereotáctica (o estereotáxica) es un tipo de intervención quirúrgica mínimamente invasiva que utiliza un sistema de coordenadas tridimensional para localizar pequeñas estructuras dentro del cuerpo y para realizar acciones tales como ablación (extirpación), biopsia, lesión, inyección, estimulación, implantación de dispositivos, radiocirugía etc. Procedente del griego στερεός stereós "duro, rígido" y τάξις táxis "ordenación" 
En teoría, cualquier órgano puede ser intervenido mediante cirugía estereotáctica. A pesar de ello, la dificultad para obtener un buen sistema de referencia (como pueden ser los puntos de referencia del hueso, que guardan una relación espacial constante en relación con los tejidos blandos), hacen que este tipo de cirugía se aplique únicamente a la neurocirugía. Además del cerebro, se hacen rutinariamente biopsias y cirugías de la mama. Para ayudar al procedimiento, se pueden utilizar imágenes de rayos X (mamografía) o tomografía axial computarizada.

## Historia
El método estereotáctico fue desarrollado por dos científicos británicos en 1908 en el hospital del University College London, Sir Victor Horsley, médico y neurocirujano, y Robert H. Clarke, psicólogo. Con el nombre de aparato Horsley–Clarke, desarrollaron un sistema implementando las coordenadas cartesianas (sistema de tres ejes) para la experimentación animal. En la década de 1930 aparecieron diseños mejorados del dispositivo original para la experimentación animal, que están en uso hoy en día en los laboratorios de neurociencia animal.
La utilización del aparato de Horsley-Clarke en humanos era difícil por la incapacidad de visualizar detalles anatómicos intracraneales utilizando radiografías. Sin embargo, con la aparición de técnicas como la neumoencefalografía o la ventriculografía cerebral, se pudieron identificar puntos intracraneales de referencia. Los primeros aparatos de estereotaxia para humanos utilizaban como puntos de referencia la glándula pineal y el foramen de Monro. Otros puntos de referencia anatómicos utilizados posteriormente fueron las comisuras anterior y posterior. Estos puntos se utilizaban con un atlas craneal, para estimar la localización de estructuras anatómicas intracraneales no visibles en las radiografías.
Utilizando esta aproximación, entre 1947 y 1949, dos neurocirujanos americanos, Ernest A. Spiegel y Henry T. Wycis, y uno sueco, Lars Leksell, desarrollaron los primeros aparatos estereotácticos utilizados para la cirugía cerebral en humanos. Spiegel y Wycys, utilizaron el sistema de coordenadas cartesianas (llamado también sistema translacional), mientras que Lekell utilizó el sistema de las coordenadas polares (o sistema esférico) facilitando en gran medida el uso y la calibración del aparato en la sala de operaciones. Leksell utilizó también la localización esterotáctica para su siguiente invento, un aparato para utilizar en la radiocirugía del cerebro. Este sistema se utiliza también en el Cuchillo Gamma, y en otras intervenciones, utilizando un acelerador lineal de partículas, la terapia de haz de protones o terapias de captura de neutrones. 
En 1978, Russell A. Brown, médico e informático teórico americano, inventó una técnica simple para guiar la cirugía esterotáctica utilizando la tomografía axial computerizada. Esto supuso una significativa mejora en la precisión de la cirugía, ya que la tomografía axial computerizada permite la visualización directa de los detalles anatómicos intracraneales. Esta técnica crea marcas extracraneales en cada una de las secciones o imágenes topográficas. Estos puntos de referencia señalan la orientación espacial de dicha sección con respecto al aparato estereotáctico. El invento de Brown despertó el interés por la estereotaxia y la radiocirugía. En la actualidad se utiliza en el sistema estereotáctico de Brown-Roberts-Well (BRW) así como en otros aparatos esterotácticos y quirúrgicos.
El método estereotáctico ha seguido evolucionando y actualmente se utiliza una mezcla de cirugía guiada por imagen utilizando la tomografía axial computerizada, imagen por resonancia magnética y localización estereotáctica.

## Técnica quirúrgica
La cirugía estereotáctxica utiliza tres componentes principales:
- Un sistema de planificación estereotáctica, incluyendo atlas, instrumentos multimodales de imagen, calculadora de coordenadas, etc.
- Un aparato estereotáctico
- Un procedimiento de localización y ubicación estereotáctico

Los sistemas modernos de planificación estereotáctica están asistidos por ordenador. El atlas estereotáctico se conforma por series de secciones anatómicas (por ejemplo, del cerebro humano), representados sobre la base de dos coordenadas. Así, a cada una de las estructuras craneales se le asigna un registro de tres números referentes a las coordenadas, que será utilizado para el posicionamiento del aparato estereotáctico. En la mayoría de los atlas, las tres dimensiones son: latero-lateral (x), dorso-ventral (y) y rostro-caudal (z). 
El aparato esterotáctico, utiliza las tres coordenadas (x, y, z) en un esquema ortogonal de referencia (coordenadas cartesianas), o bien un sistema de coordenadas polares, también con tres coordenadas: ángulo, profundidad y posición antero-posterior. El aparato estereotáctico posee tornillos y barras para sostener la cabeza y colocarla en una posición fija con referencia al sistema de coordenadas (denominada cero u origen). En pequeños animales de laboratorio, se trata por lo general de puntos de referencia en el hueso, ya que guardan una relación espacial fija con el tejido blando. Por ejemplo, los atlas cerebrales utilizan como puntos de referencia el conducto auditivo externo, las crestas de la órbita inferior, el punto medio del maxilar entre los incisivos o el bregma (punto de confluencia de las suturas de los huesos frontal y parietal). En humanos, como se ha comentado anteriormente, se utilizan como puntos de referencia, estructuras intracerebrales que son claramente discernibles mediante el uso de radiografías o de la tomografía.
Las barras guía en las direcciones x, y, z (o alternativamente en las coordenadas polares) se ajustan con una alta precisión mediante la escala vernier, lo que permite al neurocirujano posicionar la punta de un electrodo o una cánula dentro del cerebro, en las coordenadas calculadas para la estructura deseada, mediante una pequeña trepanación en el cráneo
Actualmente, son varias las empresas que producen aparatos estereotácticos válidos tanto para neurocirugía en humanos como para la experimentación animal.

### Tipos de armazones estereotácticos[5]
1. Sistema simple ortogonal: La prueba está dirigida de forma perpendicular a una unidad de base cuadrada fijada al cráneo, lo que proporciona tres grados de libertad, por medio de un aparato que se mueve ortogonalmente a lo largo de la base o de una barra paralela a la base del instrumento. Además, hay un segundo riel que se extiende perpendicularmente a lo largo del armazón de la cabeza
2. Sistema montado sobre la trepanación: Este método provee el acceso a un número limitado estructuras intracraneales a partir de un punto fijo de entrada. Existen dos grados de libertad angulares y un ajuste de profundidad. El cirujano realiza la trepanación sobre tejido no esencial del cerebro, y utiliza el instrumental para dirigir la prueba al punto de destino desde el punto de la trepanación.
3. Sistema arco cuadrante: Las pruebas se dirigen perpendicularmente a la tangente de un arco (que rota en el eje vertical) y de un cuadrante (que rota en el eje horizontal). La prueba siempre alcanza el centro o punto focal de la esfera, ya que se encuentra dirigida a una profundidad igual al radio de la esfera definida por el arco cuadrante
4. Sistema de arco fantasma

## Estereotaxia aplicada a la investigación con roedores
La cirugía estereotáctica se utiliza en investigación con diferentes tipos de estudios con animales. El principal uso es para la introducción de fármacos en puntos específicos del cerebro, que de otra manera no serían capaces de atravesar la barrera hematoencefálica. En roedores, la aplicación más común es la introducción directa de fluidos, o bien la implantación de una cánula o un aparato de microdiálisis. Cuando los animales no se tienen que despertar o cuando la sustancia tiene un periodo de acción suficientemente largo, se utilizan inyecciones, mientras que si tras la inyección se tienen que realizar experimentos de comportamiento, se realiza un procedimiento de cirugía estereotáctica para implantar una cánula, por la cual se le inyectará la sustancia, una vez repuesto de la operación. Estos protocolos llevan más tiempo que las inyecciones directas en animales anestesiados, ya que requieren la construcción de la cánula, la preparación de los tubos y las jeringuillas de inyección, pero producen menos estrés en los animales, porque existe un periodo de recuperación frente al trauma inducido en el cerebro antes de la inyección. La cirugía se puede utilizar también en protocolos de microdiálisis para implantar y sujetar el aparato de diálisis y una cánula.

## Tratamientos mediante la cirugía estereotáctica

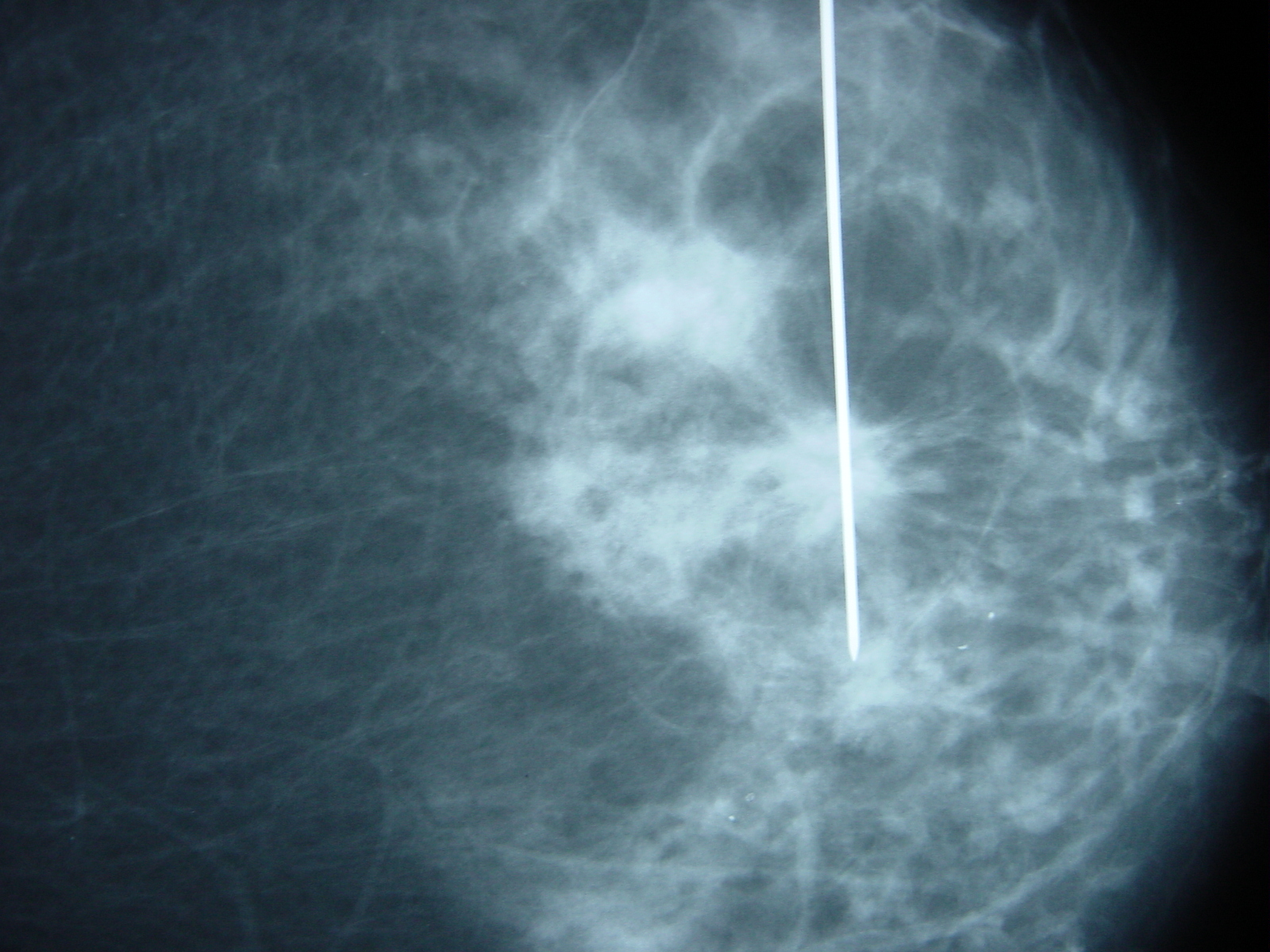
Imagen radiológica de control para la introducción de una aguja en una biopsia de mama.

### Radiocirugía estereotáctica en el tratamiento de tumores
La radiocirugía estereotáctica es muy útil para el tratamiento de tumores, tanto benignos como malignos. La mayor parte de los tumores cerebrales malignos que se tratan son los que tienen metástasis al cerebro. Un estudio hecho por la Universidad de Texas en 2008 indica que la radiocirugía estereotáctica y la terapia de radiación del cerebro completo, tienen más riesgo de causar daños en lo referente a aprendizaje y memoria que si sólo se aplica la radiocirugía estereotáctica. "Siendo ambos procedimientos igualmente aceptables, los resultados de este estudio indican que los oncólogos deberían de practicar únicamente la radiocirugía estereotáctica como terapia inicial para pacientes con hasta tres metástasis cerebrales". Un fallo en el enfoque del haz de radiación producido por el acelerador lineal, o una pantalla protectora inadecuada pueden producir un gran daño.
La radiocirugía estereotáctica, se ha utilizado también para tratar otro tipo de cánceres, suministrando altas dosis de radiación exclusivamente a tumores en el cuerpo. Antes del desarrollo de este método, la mejor alternativa era una radioterapia externa estándar, por lo que la exposición a la radiación es mucho mayor, causando muchos más problemas a los pacientes.